# Aarde der mensen (hoorspel)
Aarde der mensen is een hoorspelserie in vier delen naar het gelijknamige boek uit 1980 van Pramoedya Ananta Toer. De KRO zond de reeks uit vanaf 25 mei 1982. De vertaling was van Ina Slamet-Velsink, de bewerking van Jan Starink en de regisseur was Johan Dronkers.

## Delen
- Deel 1: Een raadselachtige familie (duur: 25 minuten)
- Deel 2: [titel voorlopig onbekend] (duur: 25 minuten)
- Deel 3: [titel voorlopig onbekend] (duur: 25 minuten)
- Deel 4: De strijd (duur: 25 minuten)

## Rolbezetting
- Joop van der Donk
- Wieteke van Dort
- Reinier Heidemann
- Louis Houët
- Bert van der Linden
- Willem Nijholt
- Wim Serlie
- Frans Somers
- Bert Stegeman
- Ingeborg Uyt den Boogaard
- Hans Veerman
- Jan Borkus
- Hans Hoekman
- Frans Kokshoorn
- Corry van der Linden
- Paula Majoor
- Kees Broos
- Etha Coster
- Johan Sirag
- Rob Fruithof
- Gerrie Mantel
- Wim Serlie